# Linda Harrison
Pour les articles homonymes, voir Harrison.
Linda Harrison, née le 26 juillet 1945 à Berlin (Maryland), est un mannequin et une actrice américaine.

## Biographie
Elle devient Miss Berlin en 1961, puis mannequin à New York de 1962 à 1965.
Mais elle est surtout connue pour son rôle de Nova dans La Planète des singes en 1968 et sa suite Le Secret de la planète des singes en 1970. Elle a également fait une apparition dans le remake de 2001 de Tim Burton.
Elle fut mariée au producteur Richard D. Zanuck de 1968 à 1978.

## Filmographie
- 1966 : The Fat Spy de Joseph Cates
- 1966 : Tiens bon la rampe, Jerry de Gordon Douglas : Peggy
- 1967 : Petit guide pour mari volage (A Guide of the Married Man) de Gene Kelly : Miss Stardust
- 1967 : Wonder Woman : Who's Afraid of Diana Prince : Réflexion de Wonder Woman
- 1968 : La Planète des singes de Franklin J. Schaffner : Nova
- 1970 : Le Secret de la planète des singes de Ted Post : Nova
- 1974 : 747 en péril de Jack Smight : Winnie
- 1985 : Cocoon de Ron Howard : Susan
- 1988 : Cocoon, le retour de Daniel Petrie  : Susan
- 2001 : La Planète des singes de Tim Burton : la femme dans le chariot

## Voix françaises
- Béatrice Delfe dans 747 en péril (1974)
- Martine Meiraghe dans Cocoon (1985)
- Dorothée Jemma dans Cocoon, le retour (1988)